# Koch Frères

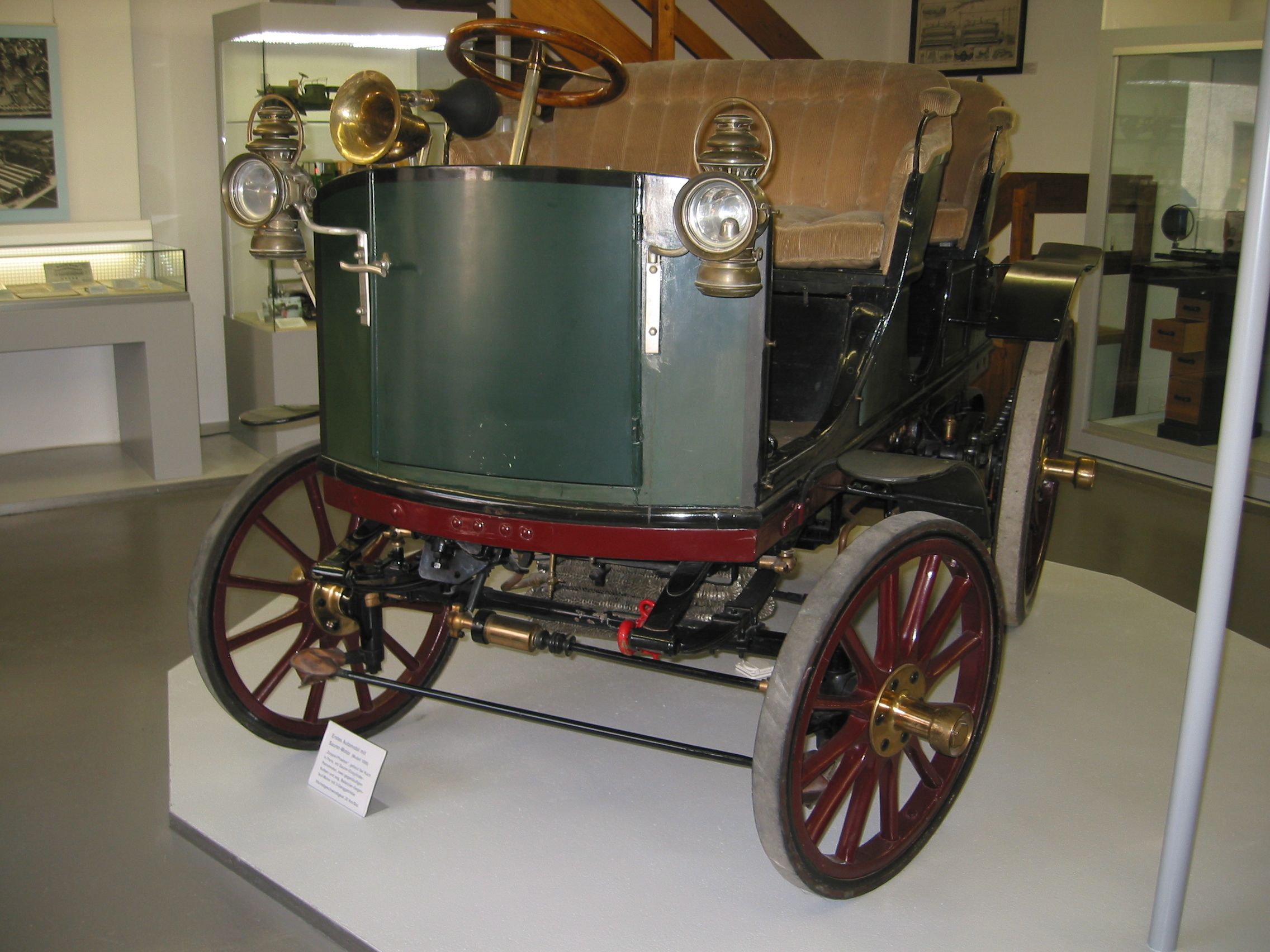
Koch von 1898

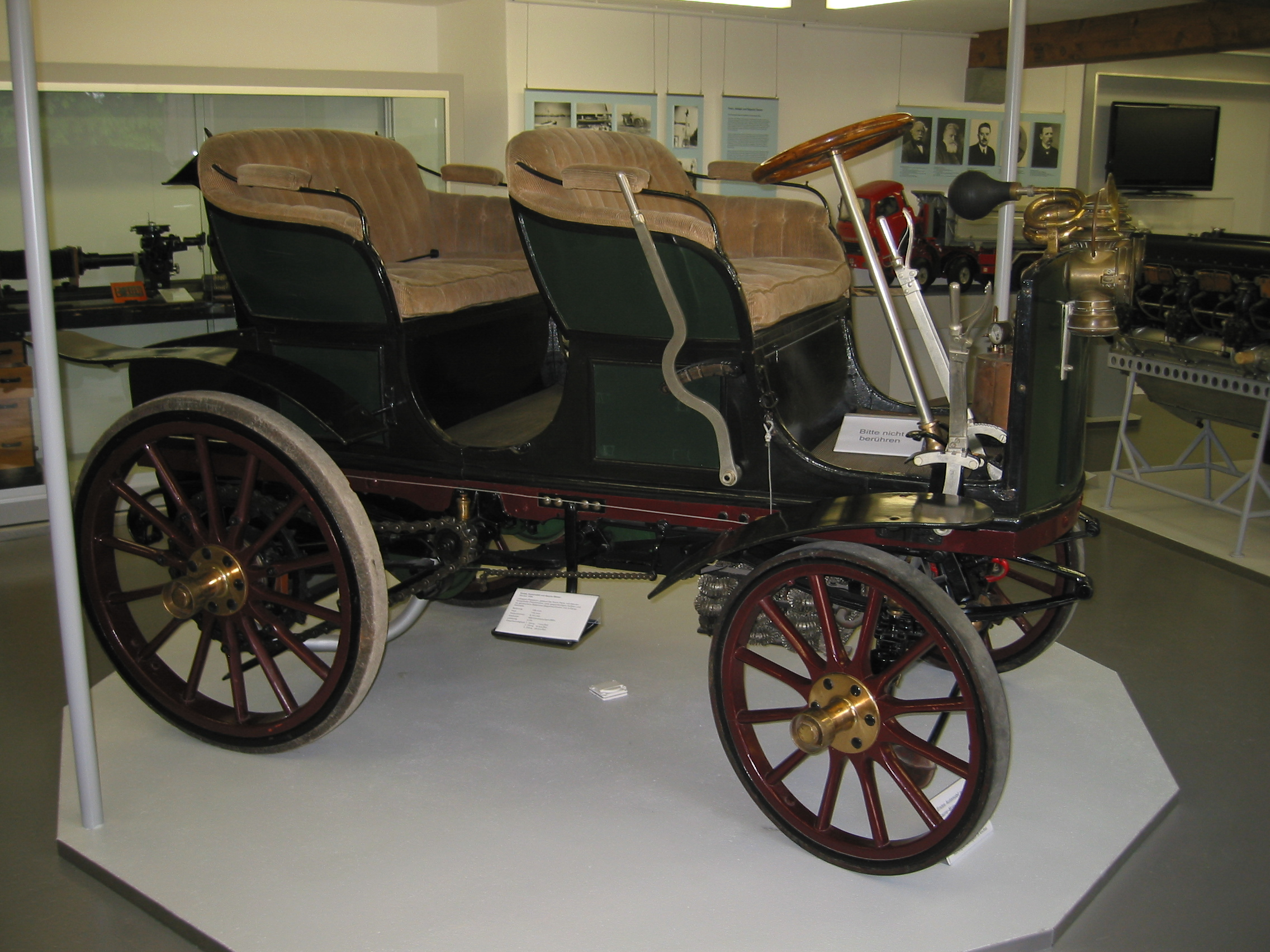
Koch von 1898

Die Société des Automobiles Koch Frères war ein französischer Automobilhersteller.

## Unternehmensgeschichte
Das Unternehmen aus Paris begann 1898 mit der Produktion von Automobilen. Der Markenname lautete Koch. 1901 endete die Produktion. Insgesamt entstanden etwa 25 Fahrzeuge.

## Fahrzeuge
Das einzige Modell basierte auf einem frühen Modell von Saurer. Das Fahrzeug war mit einem Einzylinder-Gegenkolbenmotor mit 3140 cm³ Hubraum und 6 PS Leistung ausgestattet, der im Heck montiert war, und über ein Dreiganggetriebe die Hinterräder antrieb.
Die Karosserie entsprach der eines damaligen Phaëton. Der Einzylinder-Doppelgegenkolbenmotor wurde mit Schweröl betrieben. Anstelle eines Vergasers wurde der Kraftstoff zerstäubt und in die zentrale Brennkammer zwischen beiden Kolben geleitet. Der Motor hatte eine Drehzahl von 600/min. Die Antriebskraft wurde mittels seitlicher Ketten an die Hinterräder übertragen. Die Höchstgeschwindigkeit war mit 30 km/h angegeben.
In einem Motorentest von 1899 wurde eine Leistung zwischen 3,5 bis 4 PS ermittelt.

Ein Fahrzeug dieser Marke ist im Historischen Museum Arbon in Arbon zu besichtigen.

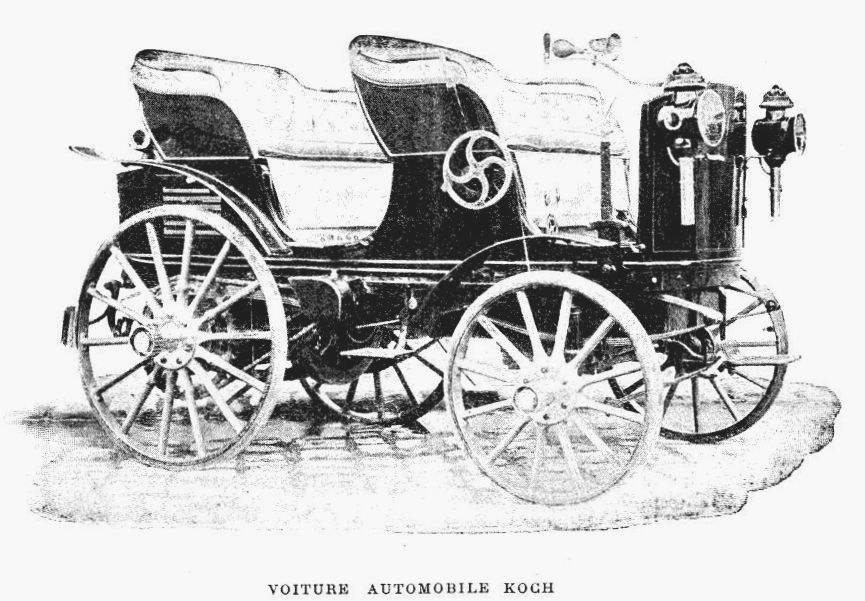
Koch 6 CV (1898)
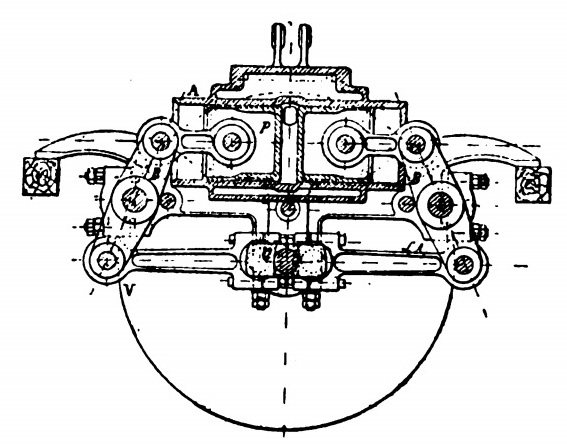
Koch Gegenkolbenmotor (1898)
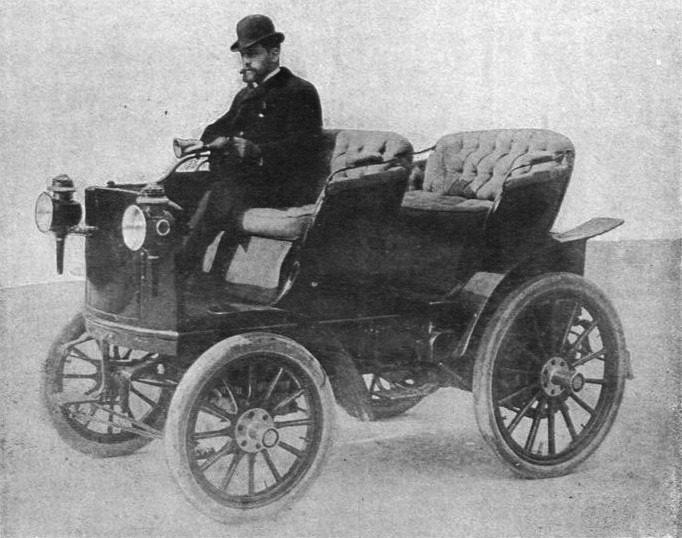
Koch 6 CV(1899)